# カメハメハ5世郵便局
カメハメハ5世郵便局（カメハメハごせいゆうびんきょく、Kamehameha V Post Office）は、アメリカ合衆国ハワイ州ホノルル、マーチャント通りがベセル通りと交わる交差点にある元郵便局。ルネサンス・リバイバル様式。近くの横浜正金銀行ホノルル支店ビルなどと共にマーチャント通り歴史地区を構成する。
ハワイ王国国王カメハメハ5世がイギリスの煉瓦職人J・G・オズボーンに建築を命じた。1871年完成。建設から約1世紀後の1972年、アメリカ合衆国国家歴史登録財（登録番号: 72000416）に登録された。元は2階建てであったが、1993年の修復工事で3階建てになった。
1992年まで実際に郵便局として使われていた。現在1階部分はクムカフア劇場になっている。

## 参照
1. ↑  “National Register Information System”. National Register of Historic Places.   National Park Service. 2009年4月29日閲覧。